# Toshitsugu Takamatsu
Toshitsugu Takamatsu (高松 寿嗣, Takamatsu Toshitsugu), nascido com o primeiro nome de Hisatsugu, mudou depois, usando o mesmo kanji, porém com pronúncia diferente (Akashi, 10 de março de 1887 – 2 de abril de 1972) é conhecido entre outros artistas marciais por diversos nomes: Jutaro, Chosui, Uoh, Kotengu (pequeno goblin), Moko no Tora (tigre da mongólia), Kikaku (Chifres de demônio), Yokuoh, Kotaro (Jovem gato), Shojuken, Garakutabujin, Kozan e Kyosha.

## Biografia
Casou-se com a sra. Uno Tane, que nasceu em 28 de junho de 1897 e morreu em 4 de fevereiro de 1991. Eles adotaram uma garota de nome Yoshiko. Seu pai (Takamatsu Gishin Yasaburo), dono de uma fábrica, recebeu o título de Dai-Ajari (mestre) em Budismo Shingon, de um sacerdote da montanha de Kumano. Seu dojo foi chamado de "Sakushin" (Cultivando o espírito).
Recebeu de seu avô (Por parte de mãe), Toda Shinryuken Masamitsu o título de Soke (patriarca) das tradições da Shinden Fudo Ryu, Koto Ryu Koppo-Jutsu, Gyokko Ryu Kosshi-Jutsu, Togakure Ryu Ninpo, Gyokushin Ryu Ninpo e Kumogakure Ryu Ninpo. De Mizuta Yoshitaro Tadafusa ele recebeu a Hontai Takagi Yoshin Ryu Ju-Jutsu (aos 17 anos), e de
Ishitani Matsutaro Takakage recebeu a Kukishin Ryu, Gikan Ryu, Hontai Yoshin Takagi Ryu e Shinden Muso Ryu também. Ele era um grande amigo de Jigoro Kano (Judô Kodokan), ambos viviam na mesma região.
Viajou pela Coreia, Mongólia e China aos 21 de idade. Ensinava artes marciais e se envolveu em algumas batalhas de vida ou morte. Estudou 18 artes marciais coreanas e chinesas. Foi guarda-costas do último imperador chinês Puyi. Se tornou sacerdote de Budismo Tendai em 1919. Em 1921 foi autorizado a copiar as escrituras da família Kuki. Durante a Segunda Guerra Mundial (1945), as escrituras originais foram destruídas e perdidas. Em 1949 ele presenteou a família Kuki com as novas escrituras as quais foram copiadas do original e de sua própria memória. Era surdo de um ouvido, devido a uma de suas lutas. Foi enterrado no cemitério de Kumedra em Nara. Ele escrevia artigos para o jornal Yokyo Times. Era muito conhecido no Japão, como um grande mestre de jujutsu e bojutsu, mas muitas pessoas foram surpreendidas ao saber que ele era um grande mestre ninja.
Depois da Segunda Guerra Mundial Takamatsu investiu seu tempo em treinar seus sucessores de suas tradições marciais.
Foi contemporâneo, amigo e reverenciado por Jigoro Kano, criador do judô e por Morihei Ueshiba, criador do aikidô e grão-mestre em aikijujutsu.
Teve como seu principal sucessor, herdeiro de 9 escolas, o mestre Masaaki Hatsumi o qual mantinha com ele uma forte amizade. Posteriormente, Masaaki Hatsumi fundou a Bujinkan, em homenagem a seu mestre - Toshitsugo Takamatsu, onde passou a ensinar as tradições que recebeu.